# طرخشقون سكيمي
طرخشقون سكيمي (الاسم العلمي:Taraxacum sikkimense) هو نوع من النباتات يتبع جنس الطرخشقون من الفصيلة النجمية.